# Barcelona Búfals 2020
Questa voce raccoglie le informazioni riguardanti i Barcelona Búfals nelle competizioni ufficiali della stagione 2020.

## Femminile

### LNFA Femenina 9×9 2020

#### Stagione regolare
| 15 febbraio 2020, ore 16:00 | Barberá Rookies | 42 – 8 referto | Barcelona Búfals |  |

| 1º marzo 2020, ore 16:45 | Barcelona Búfals | 14 – 30 referto | Barberá Rookies |  |

### Statistiche di squadra
| Competizione | %Vittorie | In casa | In casa | In casa | In casa | In casa | In casa | In trasferta | In trasferta | In trasferta | In trasferta | In trasferta | In trasferta | Totale | Totale | Totale | Totale | Totale | Totale |
| Competizione | %Vittorie | G       | V       | N       | P       | Pf      | Ps      | G            | V            | N            | P            | Pf           | Ps           | G      | V      | N      | P      | Pf     | Ps     |
| ------------ | --------- | ------- | ------- | ------- | ------- | ------- | ------- | ------------ | ------------ | ------------ | ------------ | ------------ | ------------ | ------ | ------ | ------ | ------ | ------ | ------ |
| Campionato   | .000      | 1       | 0       | 0       | 1       | 14      | 30      | 1            | 0            | 0            | 1            | 8            | 42           | 2      | 0      | 0      | 2      | 22     | 72     |
| Totale       | .000      | 1       | 0       | 0       | 1       | 14      | 30      | 1            | 0            | 0            | 1            | 8            | 42           | 2      | 0      | 0      | 2      | 22     | 72     |